# Hemerobius gibbus
Hemerobius gibbus là một loài côn trùng trong họ Hemerobiidae thuộc bộ Neuroptera. Loài này được Müller miêu tả năm 1776.